# Plainfield (Wisconsin)
Pour les articles homonymes, voir Plainfield.
Plainfield est un village du comté de Waushara, dans l'État du Wisconsin, aux États-Unis. En 2020, il comptait une population de 496 habitants.